# Penichrolucanus sumatrensis
Penichrolucanus sumatrensis (лат.) — вид жуков из семейства рогачи, обитающий на индонезийском острове Суматра.

## Описание
Мелкие жуки (от 5,5 до 6,5 мм; мельчайший вид рода Penichrolucanus). Тело прямоугольное, сильно сжатое в дорсовентральном направлении; цвет желтоватый. От близких видов отличается следующими признаками: усики 8-члениковые; фронтальный поперечный киль прерывается на середине; зубцы передних голеней очень острые и крупные; есть два фронтальных туберкула. Мандибулы видны сверху; членики средних и задних лапок сросшиеся. Вид был впервые описан в 1935 году по материалам с Суматры (Индонезия). Близок к виду Penichrolucanus nicobaricus.